# شوقي طبيب
شوقي طبيب (من مواليد 28 ديسمبر 1963 بسبيطلة) متحصل على شهادة الكفاءة لمهنة المحاماة وعلى شهادة الماجستير في العلوم السياسية من كلية الحقوق والعلوم السياسية بتونس. محام وعميد سابق للهيئة الوطنية للمحامين بتونس (2010-2013). ورئيس سابق للهيئة الوطنية لمكافحة الفساد

## تقديم
شوقي الطبيب من مواليد 28 ديسمبر 1963 بسبيطلة، متزوج وأب لطفل. متحصل على شهادة الكفاءة لمهنة المحاماة وعلى شهادة الماجستير في العلوم السياسية من كلية الحقوق والعلوم السياسية بتونس، محام وعميد سابق للهيئة الوطنية للمحامين بتونس (2012-2013).
شغل سابقا منصب رئيس الجمعية التونسية للمحامين الشبان.وهو الرئيس المؤسس والشرفي للمنظمة العربية للمحامين الشباب وهو أيضاً مؤسس ورئيس الرابطة التونسية للمواطنة منذ ماي 2011.
شارك شوقي الطبيب في تأليف «صحافيون تونسيون في مواجهة الدكتاتورية: ثلاث وعشرون سنة من القمع والتضليل» سنة 2013.

## المسار المهني
- صحفي محترف بدار”الصحافة -LA PRESSE” من 1988 إلى 1992.
- متحصل على جائزة جمعية الصحفيين التونسيين لأحسن إنتاج صحفي لسنة 1990 وعلى جائزة مكتب الأمم المتحدة بتونس للصحافة لسنة 1991.
- كاتب عام الجامعة التونسية للشبيبة الموسيقية وعضو بمكتب الاتحاد الدولي للموسيقيين الشبان من 1990 إلي 1992.
- محام مرسم ومباشر بجدول الهيئة الوطنية بتونس منذ مارس 1992.

## الأنشطة المهنية والنقابية
- عضو بالرابطة التونسية للدفاع عن حقوق الإنسان- فرع تونس المدينة -
- عضو منتخب بمكتب الجمعية التونسية للمحامين الشبان من 1995 إلى 1997.
- رئيس الجمعية التونسية للمحامين الشبان من 1997 إلى 2002.
- الرئيس المؤسس والشرفي للمنظمة العربية للمحامين الشباب منذ مارس 2000.
- عضو منتخب بمجلس الهيئة الوطنية للمحامين بتونس دورة 2010-2013
- نائب رئيس المبادرة الديمقراطية المغاربية وعضو مؤسس.
- عضو فريق العمل العربي للعدالة الانتقالية
- عضو المجلس العلمي للمعهد العربي لحقوق الإنسان
- رئيس الرابطة التونسية للمواطنة
- الكاتب العام لجمعية ريحانة الخيرية الإسعافية

## المنشورات والمؤتمرات
- جرائم الصحافة في القانون التونسي
- عمالة الأطفال في تونس
- أية إستراتيجية لحركة حقوق الإنسان العربية بعد أحداث 11 سبتمبر
- مهنة المحاماة في المغرب العربي وتحديات العولمة
- قرن من المحاماة في تونس
- المحاماة والسياسة في تونس (باللغة الفرنسية)
- دور منظمات حقوق الإنسان والنقابات المهنية في ثورة الشعب في تونس
- خواطر حول العدالة الانتقالية في تونس وليبيا (باللغة الفرنسية)
- تونس واسئلة العدالة الانتقالية
- التعديلات الدستورية والتشريعية لتونس ما بعد 14 جانفي 2011
- دور المجتمع المدني في عمل لجان الحقيقة

## جوائز
- جائزة جمعية الصحافيين التونسيين لأفضل مقال حول القضايا البيئية في عام 1990.
- الجائزة برنامج الأمم المتحدة للتنمية (UNDP) لأفضل مقال حول التحديات الديموغرافية التي قدمها في عام 1991.

## الرابطة التونسية للمواطنة
الرابطة التونسية للمواطنة بعثت يوم 22 أفريل 2011. 
تهدف «الرابطة التونسيّة للمواطنة» إلى:
-	المشاركة في نشر قيم المواطنة، وتعميق ثقافتها لدى مختلف شرائح الشعب.
-	المساهمة في نشر ثقافة المساواة في الحقوق والواجبات.
-	العمل على تشجيع مواطنة فعّالة من خلال تعزيز المشاركة السياسية والاقتصاديّة والاجتماعيّة.
-	تعميق الوعي بحقّ الاختلاف مع الحرص على الوفاق، ومراعاة الحرّية والتسامح والاعتدال والتنازل والتفهّم والتعايش.
-	تعزيز الإيمان بالكرامة الإنسانيّة والعدالة والحرّية كما تتضمنها القيم الكونيّة الداعية إلى السلام والتعاون والتقدّم. 

## تأليف
- صحافيون تونسيون في مواجهة الدكتاتورية: ثلاث وعشرون سنة من القمع والتضليل (2013)